# Бастомарський сільський округ
Бастома́рський сільський округ (каз. Бастомар ауылдық округі, рос. Бастомарский сельский округ) — адміністративна одиниця у складі району Магжана Жумабаєва Північноказахстанської області Казахстану. Адміністративний центр — село Бастомар.
Населення — 989 осіб (2021; 1540 у 2009, 2285 у 1999, 2903 у 1989).
Станом на 1989 рік існували Бастомарська сільська рада (села Бастомар, Єкатериновка) та Писаревська сільська рада (села Веселовка, Комсомол, Леніно, Писаревка, селище Писаревка) колишнього Возвишенського району. 21 червня 2019 року до складу сільського округу була включена територія ліквідованого Писаревського сільського округу (296,43 км²). Село Єкатериновка було ліквідовано 2024 року.

## Склад
До складу округу входять такі населені пункти:
| Населений пункт    | Старі назви  | Населення, осіб (1989) | Населення, осіб (1999) | Населення, осіб (2009) | Населення, осіб (2021) |
| ------------------ | ------------ | ---------------------- | ---------------------- | ---------------------- | ---------------------- |
| Бастомар, село     | -            | 931                    | 706                    | 564                    | 472                    |
| Байшилік, село     | -            | 291                    | 276                    | 116                    | -                      |
| Веселовка, село    | -            | 468                    | 408                    | 302                    | 180                    |
| Єкатериновка, село | -            | 451                    | 271                    | 33                     | 18                     |
| Комсомол, село     | Кокше-Шокпан | 8                      | -                      | -                      | -                      |
| Писаревка, село    | -            | 732                    | 624                    | 525                    | 319                    |
| Писаревка, селище  | -            | 22                     | -                      | -                      | -                      |